# FC Alania-d Vladikavkaz
El FC Alania-d Vladikavkaz (del ruso: ФК «Алания-д» Владикавказ) fue un club de fútbol ruso de la ciudad de Vladikavkaz, fundado en 2011 como el equipo filial del FC Alania Vladikavkaz. El club disputa sus partidos como local en el estadio Republicano Spartak y juega en la Segunda División de Rusia.

## Historia
El Alania-d es el equipo de reservas del FC Alania Vladikavkaz. Los equipos reservas de los clubes de la Liga Premier de Rusia participan en una competición aparte, donde este equipo jugó en 2010. Después de que el Alania descendiese a la Primera División de Rusia, el Alania-d entró en la Segunda División de Rusia. Los reservas del Alania jugaron a nivel profesional antes como FC Spartak-d Vladikavkaz (Tercera Liga de Rusia en 1995), el FC Alania-d Vladikavkaz (Tercera Liga de Rusia en 1997) y el FC Alania-2 Vladikavkaz (Segunda División de Rusia en 1998), en 2014 el FC Alannia-d Vladikavkaz fue renombrado como el FC Alania Vladikavkaz después de que el primer equipo se liquidara y desapareciera.

## Jugadores
Actualizado al 4 de septiembre de 2012, según RFS.